# Leonard Peskett

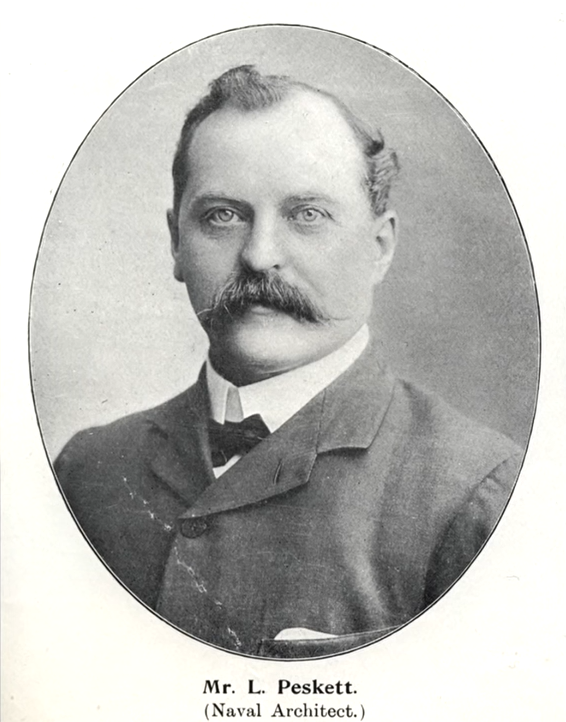
Leonard Peskett

Leonard Peskett (Inglaterra, 1861 – 1924) fue el principal arquitecto naval y diseñador en jefe de la compañía naviera Cunard Line, fue el diseñador de los principales buques de pasajeros de dicha compañía: RMS Mauretania, RMS Lusitania, RMS Aquitania, y el RMS Carmania.
Peskett ingresó en Cunard en 1884, procedente de los astilleros H.M. Dockyard, donde había sido un aprendiz de carpintero.
Permaneció en Cunard hasta su muerte en 1924.
Sus diseños consideraban la incorporación de mamparos longitudinales y transversales como concepto de flotabilidad en caso de rotura de estanqueidad. Sus innovaciones marcaron la pauta en la construcción naval civil de la época.
Es el autor del artículo "El diseño de barcos de vapor desde el punto de vista del dueño" ("The design of steamships from the owner's point of view"), publicado en Transactions of the Institution of Naval Architechs, Londres, 1914.